# 三菱電機メカトロニクスエンジニアリング
三菱電機メカトロニクスエンジニアリング株式会社（みつびしでんきメカトロニクスエンジニアリング、英: Mitsubishi Electric Mechatronics Engineering Corporation）は、愛知県名古屋市東区に本社を置く三菱電機グループのエンジニアリング・サービス会社である。

## 概要
当社は、本社の近くにある三菱電機名古屋製作所にあった部門を分離して設立された。
三菱電機が製造している、金型を製造するための放電加工機、レーザー加工機や、工作機械を制御するための数値制御装置、主軸制御装置などの産業用機械の保守、点検、販売業務を行っている。

## 沿革
- 1976年（昭和51年）8月10日 - 株式会社ダイアックスサービスを設立[2]。
- 1979年（昭和54年）8月1日 - 株式会社メルダスサービスを設立[2]。
- 1980年（昭和55年）10月1日 - メルダスサービスがダイアックスサービスを合併、社名を菱電工機サービスエンジニアリング株式会社とする[2]。
- 1984年（昭和59年）10月1日 - 菱電工機エンジニアリング株式会社に社名変更[2]。
- 2016年（平成28年）4月1日 - 三菱電機メカトロニクスエンジニアリング株式会社に社名変更[2]。

## 主な事業所
- 本社事業部（EDM事業部・NC事業部・レーザ事業部）（愛知県名古屋市東区、三菱電機名古屋製作所敷地内）[4]
- 東日本支社（埼玉県さいたま市南区）[4]
- 中日本支社（愛知県小牧市）[4]
- 西日本支社（兵庫県尼崎市）[4]